# Casa Pujol (Vilafranca del Penedès)
La Casa Pujol és un edifici del municipi de Vilafranca del Penedès (Alt Penedès) que forma part de l'Inventari del Patrimoni Arquitectònic de Catalunya. La Casa Pujol es troba en la zona d'eixample formada als costats de la carretera de Sant Martí Sarroca, BV-2121, inaugurada el 1881. És una zona interessant pel que fa a l'arquitectura eclèctica i modernista. L'encàrrec de l'obra el va fer Pere Pujol al mestre d'obres Miquel Elias i Güell. El projecte, conservat a l'Ajuntament de Vilafranca del Penedès, porta la data de 19 de febrer del 1886, any en què també es va aprovar.

## Descripció
L'edifici està situat al carrer de Clascar. És una casa entre mitgeres, de planta baixa, entresòl i dos pisos, amb terrat i una torratxa. Hi ha una portalada principal de gran altura. L'interès de la Casa Pujol és fonamentalment tipològic. Presenta elements neoclassicistes de l'arquitectura de l'eclecticisme.